# Thomas Hauert
Thomas Hauert (Schnottwil, Zwitserland, 1967) is een Zwitsers hedendaags danser en choreograaf, en hoofd van het Brussels dansgezelschap ZOO/Thomas Hauert.

## Biografie
Thomas Hauert studeerde aan de Rotterdamse dansacademie Codarts in Nederland. In 1991 kwam hij naar Brussel om te werken voor Anne Teresa De Keersmaeker’s gezelschap Rosas. Hij werkte samen met David Zambrano, Gonnie Heggen, Pierre Droulers. Later in zijn eigen gezelschap ZOO werkte hij met Mark Lorimer, Sarah Ludi, Mat Voorter en Samantha van Wissen. Hun eerste voorstelling voor ZOO, Cows in Space (1998), haalde twee prijzen op het Rencontres chorégraphiques internationales de Seine-Saint-Denis.
Hij is als docent verbonden aan de dansopleiding P.A.R.T.S. in Brussel. Van 2012 tot 2013 was hij de Valeska-Gert-gastprofessor voor dans en performance aan het Instituut voor Theaterstudies van de Vrije Universiteit Berlijn.
Sinds 2012 neemt hij deel aan het project “Motion Bank” van de William Forsythe Company en de Ohio State University.
Thomas Hauert is in residentie bij Charleroi Danses en geassocieerd kunstenaar bij het Kaaitheater te Brussel.

## Prijzen
- 1998: winnaar Prix d’auteur en Prix Jan Fabre op de Rencontres chorégraphiques internationales de Seine-Saint-Denis voor Cows in Space
- 1998: winnaar Werkjahrespreis des Kantons Solothurn
- 2005: winnaar Swiss Dance and Choreography Prize voor modify
- 2008: genomineerd voor de Prix de la critique (Wallonie-Bruxelles) in de categorie choreografie voor Accords
- 2013: genomineerd voor de Dora Awards, Toronto, in de categorie Outstanding Choreography voor Pond Skaters (productie voor het Toronto Dance Theatre)
- 2013: winnaar Current Dance Works Prize op de Swiss Dance Awards voor From B to B
- 2013: winnaar Dance Prize van het kanton Solothurn
- 2014: genomineerd voor de Tribute to the Classical Arts Awards, New Orleans, in de categorie Outstanding Contemporary Dance Presentation voor Like me more like me

## Choreografisch werk voor ZOO
- 1998: Cows in Space
- 1999: Pop-Up Songbook
- 2000: Jetzt
- 2001: Do You Believe in Gravity? Do You Trust the Pilot?
- 2002: Verosimile
- 2003: 5
- 2004: modify
- 2004: Drum & Dance
- 2005: More or Less Sad Songs
- 2006: Walking Oscar
- 2006: Parallallemande
- 2007: puzzled (met Zefiro Torna)
- 2008: Accords
- 2009: Solo for EKL (in Korean Screens)
- 2010: You've changed
- 2011: From B to B  (met Ángels Margarit)
- 2011: Like me more like" me (met Scott Heron)
- 2012: Danse étoffée sur musique déguisée
- 2013: MONO

## Choreografie voor andere gezelschappen
- 1991: Juppe (voor het "Rotterdam in Beweging" festival)
- 1996: solo voor de "Thé dansant" series in De Plateau in Brussel
- 1997: Hobokendans (voor company Pierre Droulers)
- 2000: Milky Way (voor P.A.R.T.S.)
- 2002: Hà Mais (voor Alma Txina, co-productie ZOO)
- 2004: Lobster Caravan (voor P.A.R.T.S)
- 2005: Fold & Twine (voor de Trinity Laban Conservatoire of Music and Dance)
- 2007: 12/8 (voor P.A.R.T.S)
- 2010: Il Giornale della necropoli (voor het Zürcher Ballett)
- 2010: Regarding the area between the inseparable (voor P.A.R.T.S)
- 2012: One moving as many moving as one (voor de Vrije Universiteit Berlijn als deel van het Valeska-Gert professorship for dance and performance)
- 2013: Pond Skaters (voor Toronto Dance Theatre)
- 2014: Notturnino (voor Candoco Dance Company)

## Films
- 2000: Space In (geregisseerd door Aliosha Van der Avoort)
- 2010: La Valse (geregisseerd door Thierry De Mey)